# Discours de Stephen Colbert au dîner des correspondants de la Maison-Blanche
Vous lisez un « bon article » labellisé en 2013.

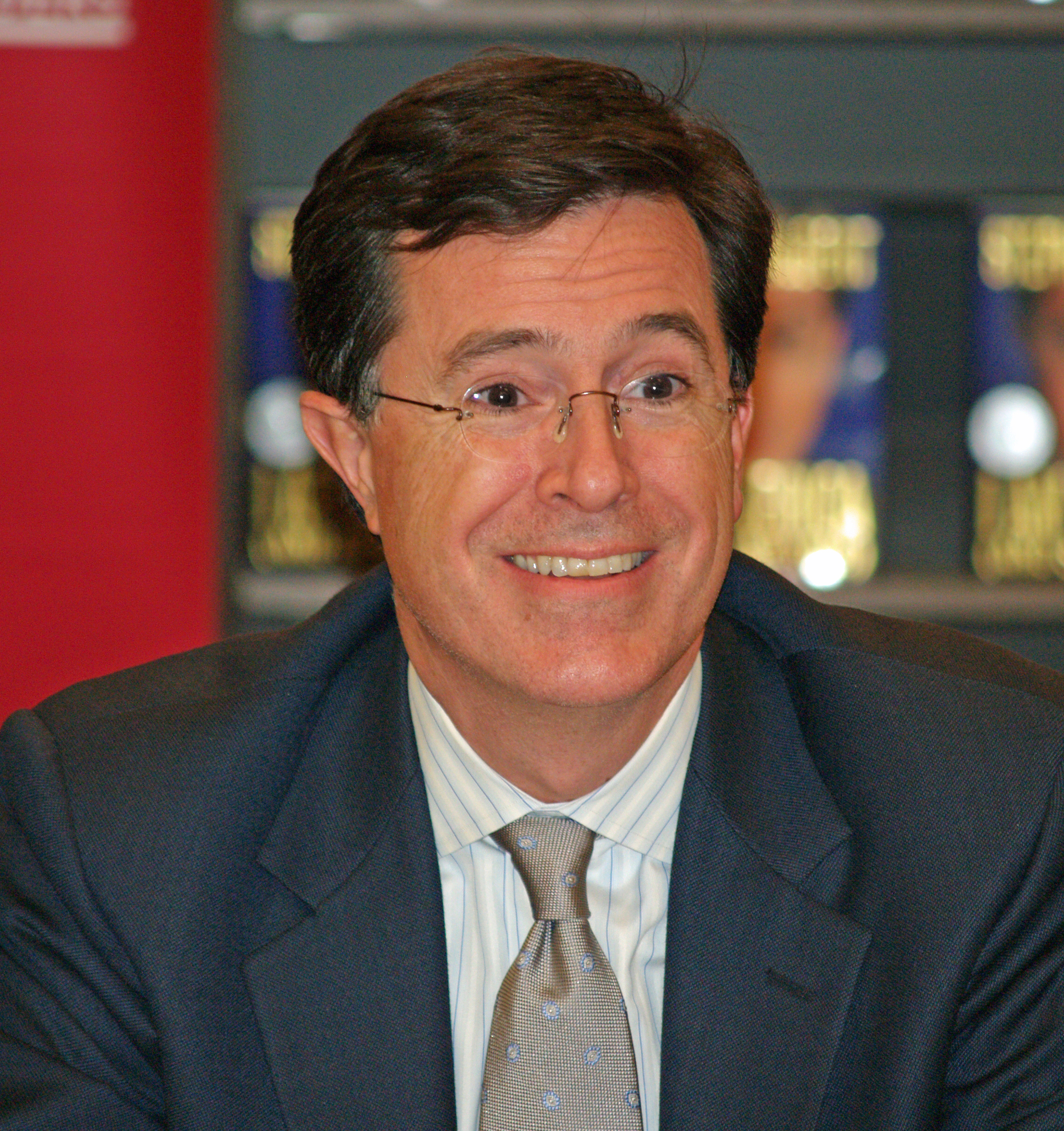
Stephen Colbert en novembre 2007.

Le discours de Stephen Colbert au dîner des correspondants de la Maison-Blanche est un événement qui se déroule le 29 avril 2006. Après le dîner organisé par l'association des correspondants de la Maison-Blanche, qui se tient à l'hôtel Hilton de Washington, D.C., l'humoriste américain Stephen Colbert fait un numéro de stand-up de plus de vingt minutes, diffusé en direct sur les réseaux câblés C-SPAN et MSNBC. Tradition perpétuée depuis 1924, le dîner est l'occasion pour les présidents en exercice de faire de l'autodérision à la fin du dîner, suivis ou précédés par un comique ou un animateur de télévision.
Debout à quelques mètres du président des États-Unis républicain, George W. Bush, et devant un public composé de personnalités politiques, célébrités et journalistes membres de l'association, Stephen Colbert délivre un numéro satirique et controversé. Dans le rôle du personnage homonyme pince-sans-rire qu'il interprète dans son émission The Colbert Report sur Comedy Central, il cible principalement le président et les médias par une critique détournée, agressive et sans concession, caractéristique de l'humour développé par la chaîne Comedy Central et appelée « roast » aux États-Unis.
Malgré un accueil glacial du public, le discours de Colbert connaît immédiatement un succès considérable sur Internet. Dans les jours qui suivent, un débat fait rage dans les médias américains sur la question de la valeur purement comique de cette prestation et de la nature politique de ses remarques. De plus, des accusations de « black-out médiatique » sont rapportées, devant la façon dont l'évènement est inégalement rapporté par les médias traditionnels. Le magazine Time note que la prestation de Colbert devient la « référence politico-culturelle de 2006 » et le New York Times ajoute que le discours de Colbert est devenu un « moment décisif » des élections de mi-mandat de 2006.

## Contexte

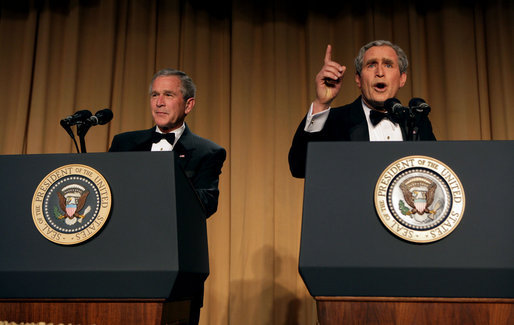
George W. Bush, accompagné par son imitateur Steve Bridges, propose un sketch d'autodérision au dîner annuel des correspondants de 2006.

À partir des années 1980, le dîner des correspondants de la Maison-Blanche accueille des comédiens de stand-up américain. Leur numéro est généralement précédé ou suivi d'un petit exercice d'autodérision de la part du président en exercice, à l'image de Gerald Ford avec Chevy Chase en 1975. C'est parfois l'occasion d'un duo comique entre les deux hommes, par exemple Ronald Reagan avec Rich Little en 1981. Plus récemment, le dîner a accueilli Frank Sinatra, Conan O'Brien, Jon Stewart, Ray Charles, Jay Leno ou Seth Meyers.
En cette année 2006, George W. Bush propose un discours humoristique en compagnie de l'un de ses sosies, Steve Bridges (en). Il tourne en dérision le vice-président Dick Cheney, qui s'est distingué peu de temps auparavant en tirant sur un ami au cours d'une partie de chasse, ainsi que sa propre politique intérieure et extérieure, notamment la guerre d'Irak. Le président prononce un discours creux, tandis que son sosie révèle ce qu'il pense vraiment. Le sketch provoque l'hilarité d'une bonne partie du public du dîner. Ce public, qualifié de « gratin des puissants et des célébrités » par l'Associated Press, comprend plus de 2 500 invités, dont la première dame Laura Bush, le chef d'état-major des armées Peter Pace, le procureur général des États-Unis Alberto Gonzales, l'ambassadeur de Chine Zhou Wenzhong (en), le cofondateur d'AOL Steve Case, la top-model et tenniswoman Anna Kournikova et les acteurs George Clooney et Laurence Fishburne, entre autres,.
Peu après la fin du dîner et immédiatement après le sketch du président, Mark Smith, journaliste de l'Associated Press et alors président de la White House Press Corps Association, invite Stephen Colbert à la tribune. Par la suite, Smith avouera qu'il ne connaissait guère le travail de l'humoriste.

## La prestation de Colbert

### Discours
Note : sauf mention contraire, les citations sont tirées des transcriptions du discours de Colbert,.
Vers 22 h 30, Colbert se lance dans un discours de plus de seize minutes dans lequel il s'adresse directement à plusieurs reprises au président George W. Bush. Il le complimente ironiquement sur sa politique étrangère, son style de vie et ses opinions, sans oublier de rappeler sa chute dans les sondages d'opinion. Sous les traits du personnage conservateur pince-sans-rire qu'il interprète dans The Colbert Report, caricature des commentateurs politiques républicains de Fox News,, il s'en prend également aux journalistes et à d'autres personnalités présentes au dîner. Si la majeure partie du discours a été écrite spécialement pour l'occasion, plusieurs passages proviennent directement du Colbert Report, notamment celui sur le concept de « Truthiness », repris du premier épisode de l'émission, diffusé en octobre 2005.

#### «J'ai le privilège de célébrer ce Président»

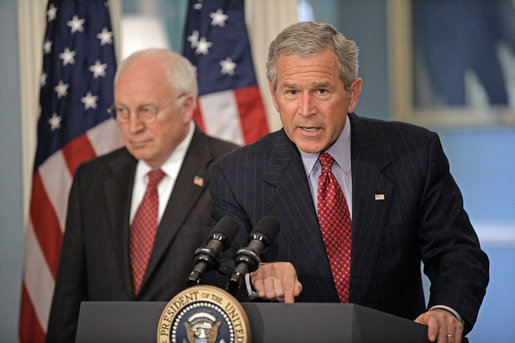
Dick Cheney et George W. Bush (2006).

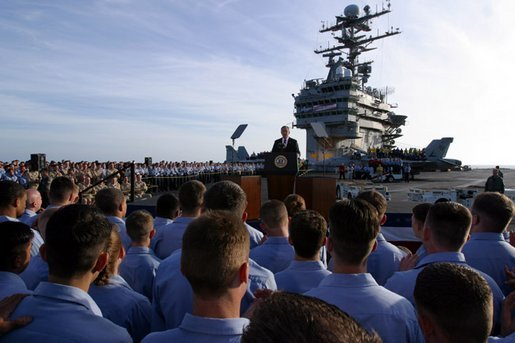
Bush sur l'USS Abraham Lincoln (2003).

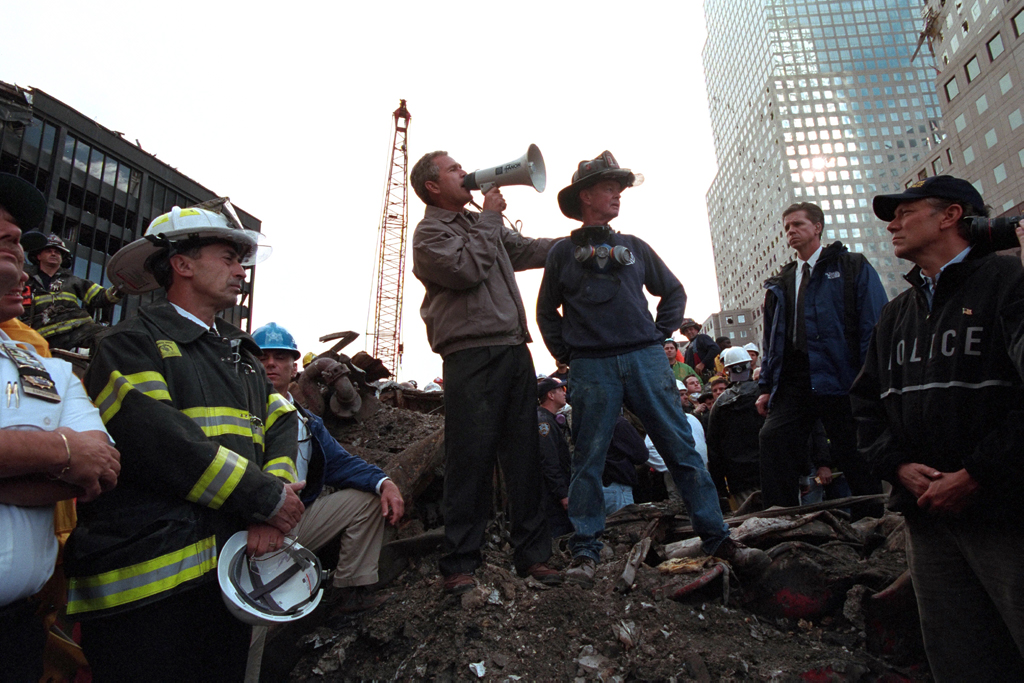
Bush à Ground zero (2001).

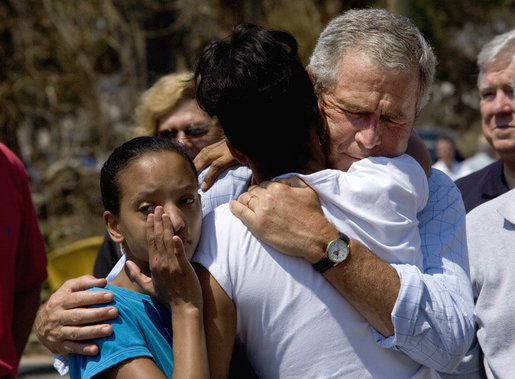
Bush à La Nouvelle-Orléans (2005).

Après une rapide allusion à l'accident de chasse de Dick Cheney, Stephen Colbert affirme son approbation de la philosophie de Bush et explique qu'ils ne sont pas si différents alors que le président reste impassible. D'après lui, ils ne sont ni des « tronches de la patrouille des têtes d'œuf » (critique implicite du positionnement anti-intellectuel de Bush), ni des membres de la factinista (en référence au quatrième pouvoir), qui passent leur temps à dire aux autres ce qui est vrai ou faux d'après ce qu'ils lisent dans les livres.
Il déclare que ce que lui et Bush disent, cela vient de leurs tripes, parce que c'est de là que vient la vérité, avant d'affirmer sans sourciller que le corps humain possède deux fois plus de terminaisons nerveuses dans les tripes que dans le cerveau. Il explique que, dans son émission, il donne aux gens la vérité qui n'est pas passée au filtre des arguments rationnels, ce qu'il appelle — avec un clin d'œil à Fox News — « The No Fact Zone ».
Il satirise ensuite sur l'opposition traditionnelle républicaine à un Big government (un gouvernement fédéral puissant) en mentionnant la guerre d'Irak. Il explique que, comme les républicains, il pense que moins un gouvernement gouverne, meilleur il est, avant d'ajouter que d'après ces critères, « nous avons installé un merveilleux gouvernement en Irak. » Colbert évoque également la religion et l'américanocentrisme d'une certaine partie du pays, puis fait allusion à l'externalisation de la Chine en déclarant à l'ambassadeur chinois « votre belle nation rend possibles nos Happy Meals. »
Après cette introduction en tout point conforme à son style, Colbert liste une série de convictions absurdes du genre « je crois en l'Amérique… je crois qu'elle existe ». Il ironise ensuite sur la chute de Bush dans les sondages d'opinion et le compare à Rocky Balboa, un type qui se prend une longue série de coups de poing en pleine figure :

« Alors, je sais qu'il y a des sondages ici et là qui disent que cet homme a 32 % d'opinions favorables. Mais les gens comme nous, nous ne prêtons pas attention à ces sondages. Nous savons que les sondages ne sont qu'un recueil de statistiques qui reflètent la façon dont les gens pensent « en réalité ». Et la réalité a un parti pris libéral bien connu… Donc, Monsieur, n'écoutez pas ceux qui disent que le verre est à moitié vide, […] parce que 32 %, ça veut dire qu'il est aux deux-tiers vide. Ce que je veux dire, c'est qu'il y a encore du liquide dans ce verre. Mais moi, je ne le boirais pas. D'ordinaire, le dernier tiers, c'est de l'eau croupie. »

Il conclut son raisonnement par un argument fallacieux, affirmant que si les sondages d'opinion déclarent que 68 % des Américains désapprouvent ce que fait le président, cela ne veut-il pas aussi dire, logiquement, que 68 % approuvent ce qu'il ne fait pas ? Il poursuit son simulacre de défense du président en saluant sarcastiquement les apparitions de Bush à bord de l'USS Abraham Lincoln, sur le site de Ground zero et dans les villes dévastées par l'ouragan Katrina, déclarant que l'Amérique pouvait se vanter de se relever à chaque fois qu'une catastrophe se produisait « avec les mises en scène médiatiques les plus élaborées du monde. »
Après avoir mentionné la Première dame Laura Bush, et déclaré à son mari qu'elle était sa meilleure moitié, il utilise l'initiative de lecture de celle-ci comme tremplin pour railler les livres, qu'il accuse d'élitisme : « Qui est Britannica pour me dire que le canal de Panama a été construit en 1914 ? Si j'ai envie de dire qu'il a été construit en 1941, c'est mon droit en tant qu'Américain ! » Colbert termine son monologue anti-Bush en critiquant sa politique énergétique et conclut que la plus grande qualité du président, c'est sa constance, puisqu'il pense la même chose d'un jour à l'autre, quoi qu'il se soit passé entre-temps.

#### «Les médias qui détruisent l'Amérique»
Colbert s'adresse ensuite aux journalistes de la Maison-Blanche et aux médias en général, en utilisant une phrase de transition qui résume son personnage. Il déclare que bien qu'il soit honoré de prononcer ce discours à quelques mètres du président, « je suis également consterné de me retrouver entouré par les médias qui détruisent l'Amérique », ajoutant à l'adresse de Fox News que la chaîne conservatrice échappait à ces accusations puisqu'elle seule proposait deux points de vue, celui du président et celui du vice-président. Colbert s'adresse alors aux représentants des plus importants médias américains présents dans la salle, en énumérant les sujets « super-déprimants » tels que les écoutes illégales de la NSA ou les prisons secrètes d'Europe de l'Est que les médias ont couvert. Il enchaîne en félicitant les journalistes pour leur couverture bâclée et complaisante de sujets comme les baisses d'impôts pour les plus riches, les armes de destruction massive en Irak ou les effets du réchauffement climatique. « Nous autres Américains ne voulions rien savoir, et vous avez eu la courtoisie de ne pas essayer de chercher. »
Il leur rappelle alors les règles de base d'un bon journalisme : le président prend des décisions, son attaché de presse les annonce, et les journalistes les recopient. Il ironise sur une méthode de rédaction simpliste, et ajoute qu'ils devraient plutôt se consacrer à leur famille ou à leur roman de fiction sur ce journaliste qui ose se dresser contre le gouvernement et écrire des articles véritablement non orientés.

« Vous n'êtes jamais contents. Tout le monde veut voir de nouvelles têtes, alors la Maison-Blanche procède à un remaniement, et vous rétorquez : « Oh, ils jouent aux chaises musicales sur le pont du Titanic ». Cette métaphore est atroce, pour commencer. Cette administration ne coule pas, elle est en pleine ascension. Si vous voulez vraiment, ils jouent aux chaises musicales, mais sur le pont du Hindenburg ! »

Il mentionne ensuite les bons journalistes, les « héros » Christopher Buckley, Ken Burns ou Bob Schieffer. Colbert se tourne alors vers George Bush et l'invite à venir le mardi suivant sur le plateau du Colbert Report pour participer à son émission, expliquant qu'il lui suffira de « supprimer » l'invité programmé, Frank Rich, un éditorialiste du New York Times, journal traditionnellement orienté à gauche.

#### «Voyons voir qui d'autre nous avons ce soir»
|                    |  |            |
| T. Michael Moseley |  | Peter Pace |

Devant le président toujours impassible, Colbert se tourne vers le public et émet une série de commentaires sur plusieurs têtes connues. Il mentionne les généraux T. Michael Moseley (en) (chef d'état-major de l'Air Force) et Peter Pace (chef d'état-major des armées), les derniers soutiens de Donald Rumsfeld. Rumsfeld est alors secrétaire de la Défense, et Colbert fait référence à la « rébellion des anciens généraux » ayant entre autres conduit à sa démission en novembre 2006. Comme Moseley et Pace ne sont pas encore à la retraite, Colbert suppose qu'ils soutiennent toujours Rumsfeld pour sa gestion de la guerre d'Irak et il propose de ne pas les laisser prendre leur retraite, grâce à l'utilisation des contrats auto-extensibles, un renouvellement automatique de l'engagement des soldats engagés, sans leur consentement.
|               |  |                |
| Jesse Jackson |  | Antonin Scalia |

Il fait une nouvelle allusion au réchauffement climatique lorsqu'il parle de son interview avec le révérend Jesse Jackson dans son émission : « vous pouvez lui demander n'importe quoi, il répond toujours ce qu'il veut, à l'allure qu'il veut. C'est comme boxer un glacier. En passant, j'espère que vous aimez cette image, parce que vos petits-enfants ne sauront jamais ce que c'est, un glacier. » Puis il se tourne vers Antonin Scalia, juge conservateur de la Cour suprême des États-Unis, à qui il fait de grands gestes de la main (en référence à l'utilisation par Scalia d'un geste obscène sicilien quelques semaines avant) après quoi Colbert explique au public qu'il parle sicilien avec son « paisan ». Contrairement à toutes les personnalités que Colbert a précédemment ciblé, Scalia rit à gorge déployée.
|             |  |           |
| John McCain |  | Ray Nagin |

Colbert cherche du regard John McCain, à qui il lance qu'il est ravi de le voir revenir dans le camp républicain, allusion à un sensible éloignement de certaines valeurs conservatrices opéré récemment par McCain, alors en campagne électorale pour la présidentielle de 2008 et qui tentait alors de renouer des liens avec le camp républicain. Colbert lui glisse qu'il a une maison en Caroline du Sud et lui propose de le tenir au courant lorsqu'il ira parler à Bob Jones, université privée protestante réputée pour être la plus conservatrice du pays. Puis, il mentionne Ray Nagin, maire de La Nouvelle-Orléans, « The Chocolate City » — terme que Nagin a utilisé pour un discours en janvier 2006, lui valant le surnom de Willy Wonka.

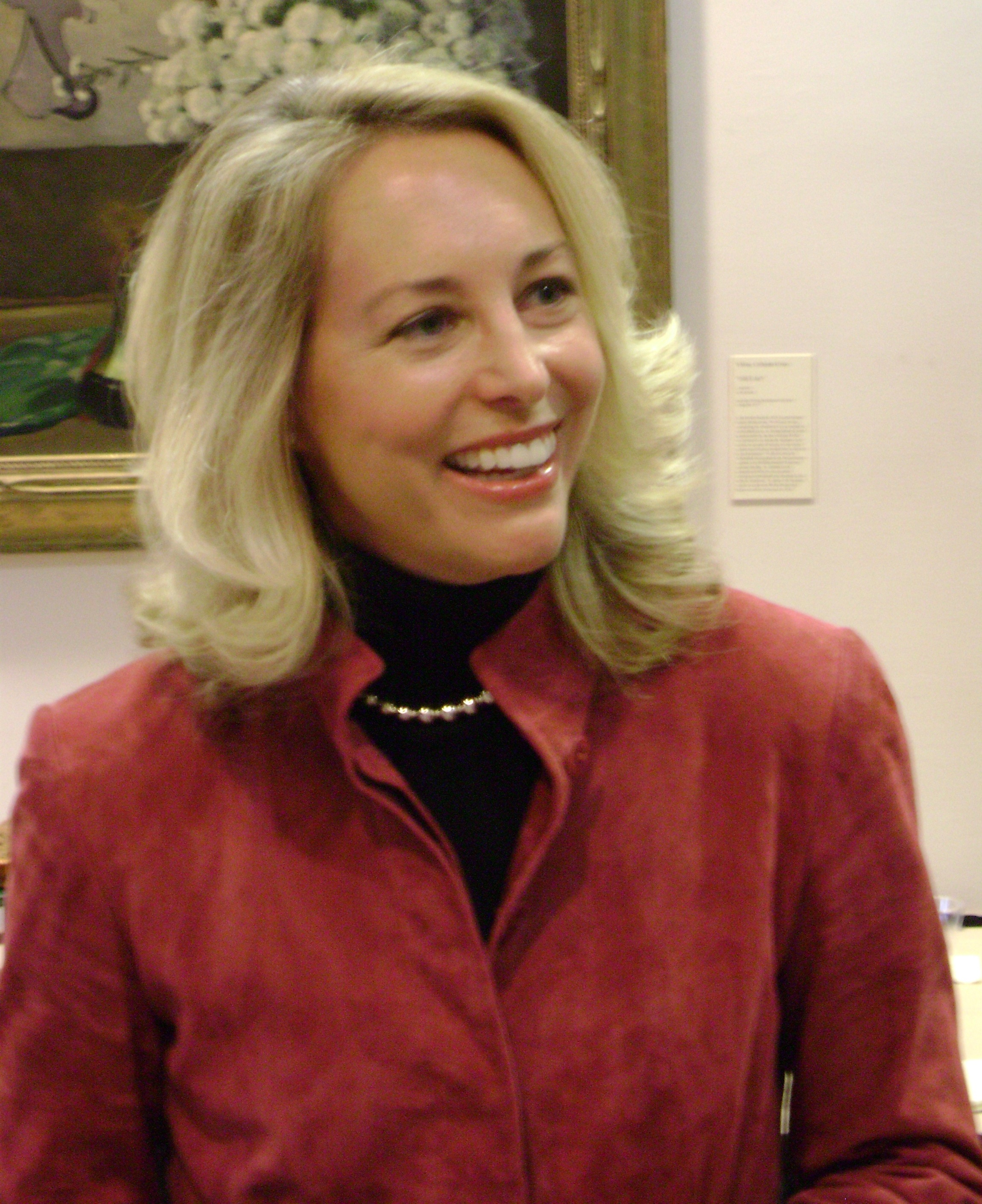
Valerie plame.

Colbert évoque ensuite l'affaire Plame-Wilson en désignant l'ancien ambassadeur Joe Wilson puis son épouse Valerie Plame, s'arrêtant brusquement au moment où il prononce le nom de cette dernière, dont le statut d'agent de la CIA a été révélé en 2005 par l'administration Bush.
|           |  |                 |
| Tony Snow |  | Scott McClellan |

Enfin, le comédien se tourne vers Tony Snow, ex-journaliste de Fox News et nouveau porte-parole de la Maison-Blanche en remplacement de Scott McClellan.

« Et bien sûr, n'oublions pas l'homme du jour, Tony Snow. Nom de code : « Snow Job ». Quel boulot difficile. Quel héros ! Il a accepté le deuxième job le plus difficile de ce gouvernement, le premier étant, bien sûr, ambassadeur en Irak. »

Il annonce alors au président qu'il visait lui-même le poste de porte-parole, expliquant qu'il aurait probablement été parfait dans le rôle puisque, dit-il en désignant les journalistes, « je n'ai que du mépris pour ces gens-là ; je sais comment les tenir, ces clowns. » S'adressant une nouvelle fois au président, il lui demande l'autorisation de diffuser sa vidéo de candidature pour le poste.

### Vidéo

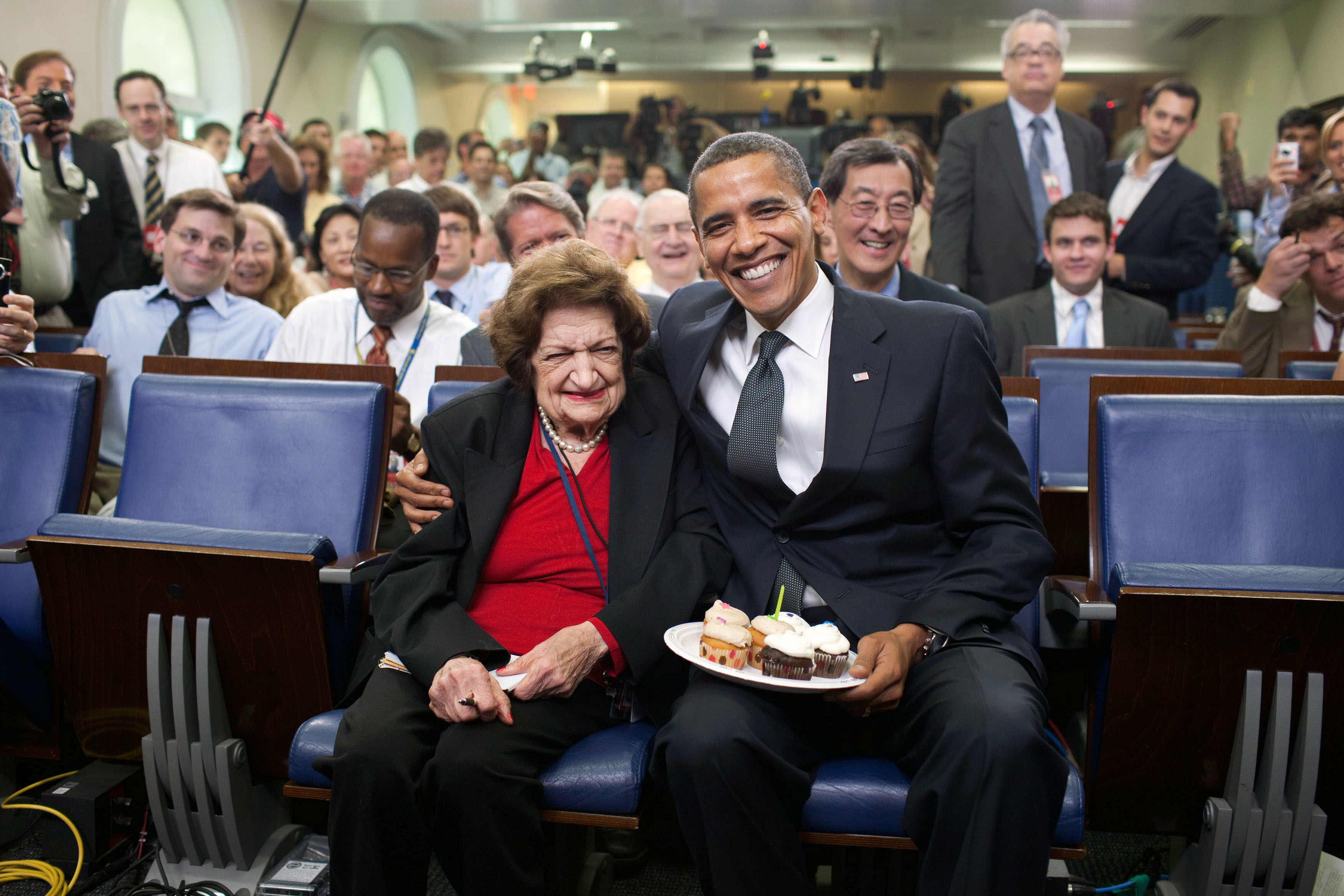
Helen Thomas dans la salle de presse de la Maison-Blanche, alors que Barack Obama lui souhaite son.

Dans la vidéo, Colbert tente de répondre aux questions difficiles de correspondants accrédités comme Jeff Gannon (en), David Gregory et Helen Thomas. Ses réponses sont de plus en plus insultantes, jusqu'à ce qu'un journaliste lui demande les raisons de la guerre en Irak, ce à quoi Colbert ne peut que bredouiller des inepties. Il s'enfuit de la salle de presse et de la Maison-Blanche et réalise qu'il est poursuivi par la doyenne Helen Thomas, réputée très critique envers l'administration Bush. La seconde partie de la vidéo est une parodie des clichés des films d'horreur : Colbert tente d'échapper à Helen Thomas en hurlant « Nooon ! », tandis que la journaliste le poursuit sans faiblir.

## Accueil

### Accueil en direct
À quelques exceptions près, comme le juge Scalia, le public réserve un accueil pour le moins frileux à Colbert. Le contraste avec l'enthousiasme généré juste avant par le sketch des « deux Bush » est saisissant,,. Plusieurs des conseillers du président quittent la salle pendant le discours, et si le président échange une poignée de mains avec Colbert après sa prestation, un de ses anciens conseillers remarque le mélange de colère et de retenue sur son visage, avec « ce regard qui dit qu'il est prêt à frapper. »
Dans l'épisode du Colbert Report diffusé le lendemain, Colbert plaisante à propos de la réception peu enthousiaste du public à son discours, qu'il interprète comme un « silence empli de respect », et ajoute que le public l'a pratiquement porté sur ses épaules à la fin… même s'il n'était pas vraiment prêt à partir.

### Couverture médiatique
La chaîne câblée C-SPAN diffuse en direct le dîner. Il est rediffusé à plusieurs reprises dans les 24 heures qui suivent, mais sans le segment de Colbert. Le quotidien Editor and Publisher est le premier média à rapporter en détail la prestation de Stephen Colbert, décrite comme une « tribune cinglante » qui n'a pas fait rire les Bush. Le journal ajoute que certaines personnes présentes sur scène semblaient particulièrement mal à l'aise, « trouvant peut-être le contenu trop mordant — ou qu'il utilisait un peu trop le pouvoir de Truthiness ».
La couverture du discours de Colbert est variable : certains médias en proposent une analyse détaillée, alors que d'autres ne le mentionnent même pas. The New York Times et Chicago Tribune assurent la couverture du dîner en citant à peine les remarques de Colbert,. En revanche, les dépêches de Reuters et de l'Associated Press consacrent chacune trois paragraphes au monologue du comédien,, et le Washington Post le cite à plusieurs reprises dans son article. Le reportage le plus approfondi est celui de USA Today, qui dédie davantage de place au discours de Colbert qu'au sketch du président. Dans leurs émissions matinales respectives, les trois grands réseaux publics et CNN diffusent des extraits du numéro de Bush, mais pas de celui de Colbert, mais des extraits sont cependant repris dans l'émission Reliable Sources sur CNN. Dans Fox & Friends sur Fox News, les présentateurs mentionnent la prestation de Colbert, mais jugent qu'il est « allé trop loin ». Tucker Carlson, fréquemment épinglé par le Colbert Report, affirme sur MSNBC que le discours n'était tout simplement pas drôle.
La plupart des reportages initiaux se focalisent sur la différence d'accueil entre le sketch de Bush et Bridges (très positif) et celui réservé à Colbert (bien plus discret). Dans l'épisode du 1er mai du Daily Show — où Colbert a un temps interprété un correspondant — le présentateur Jon Stewart, après avoir diffusé l'« image horriblement effrayante » de Bush et son sosie, déclare la prestation de son ami « balls-alicious » (mot-valise associant « couillu » et « exquis ») et déclare que « nous n'avons jamais été plus fiers de notre M. Colbert, et puis... holy shit ! »,
Dans le tabloïd New York Daily News, un journaliste écrit que Colbert a « méchamment bombardé [Washington] » et le fondateur de la chaîne BET remarque que « c'était un public d'initiés, le plus initié que vous pourrez jamais trouver, et Colbert ne fait pas de blagues pour les initiés ». Congressional Quarterly estime que la prestation était hilarante, mais observe que la plupart des autres personnes présentes n'ont pas trouvé le discours amusant. Le Time Magazine explique que les détracteurs de Colbert sont passés à côté de son véritable objectif : « Colbert ne jouait pas pour le public du dîner, mais pour celui qui le regarderait plus tard sur Internet. »

### Popularité sur Internet
Si la prestation de Colbert est accueillie avec silence et consternation par le public, la vidéo de son discours devient virale le soir même, apparaissant sous plusieurs formes sur de nombreux sites web, qui enregistrent tous une augmentation massive du trafic. Selon le site CNET, le discours de Colbert est « l'un des évènements les plus chauds d'Internet » en ce 29 avril 2006. Par la suite, les recherches pour le nom de « Colbert » sur Yahoo! augmentent de plus de 5 600 %, et connaît également une grosse augmentation sur le moteur de recherche Google. Le blog Crooks and Liars, l'un des premiers à mettre en ligne la vidéo, enregistre le plus grand nombre de consultations de son histoire, et la Nielsen BuzzMetric classe le post de la vidéo comme le second plus populaire de l'année 2006. Différents extraits du numéro de Colbert atteignent les trois premières places de la liste des vidéos les plus regardées de YouTube, visionnés par plus de 2,7 millions de personnes en moins de 48 heures,. Chose sans précédent, la chaîne C-SPAN demande officiellement à You Tube et iFilm de retirer les copies non autorisées de leurs sites. Google Vidéos (fusionné avec YouTube en 2011) rachète par la suite les droits exclusifs de la vidéo, qui demeure dans le top des vidéos les plus populaires de Google pendant les deux semaines qui suivent.
Les magazines Editor and Publisher et Salon.com, qui ont rapidement publié une couverture extensive du discours, voient leur nombre respectif de visites monter en flèche,, alors que plus de 70 000 articles ont été publiés dans des blogs à propos de la performance de Colbert. Une grande partie d'entre eux utilisent un titre ressemblant à « Colbert roasts Bush », « roast » (littéralement « rôti » en français) faisant référence à une forme de comédie typiquement américaine consistant en une série d'insultes comiques et publiques où celui qui est visé est tenu de digérer les blagues en direct avec bonne humeur. « Colbert » reste numéro un des recherches sur Technorati pendant plusieurs jours. Un journaliste du Chicago Sun-Times félicite Internet pour avoir fait la promotion d'un évènement qui serait sinon resté inaperçu dans les médias traditionnels. Trois semaines après le dîner, la version audio du discours est mise en ligne sur iTunes et devient rapidement numéro un des ventes, dépassant les albums inédits des Red Hot Chili Peppers, de Pearl Jam ou de Paul Simon. Le PDG de Audible.com, qui a mis à disposition le discours en mp3, explique le succès Internet du discours en disant que « il fallait ne pas y assister pour l'apprécier ». L'album reste dans le top des téléchargements sur iTunes pendant cinq mois.

### The Colbert Blackout
Certains commentateurs et blogueurs s'indignent de l'absence de couverture du discours de Colbert dans la presse, alors qu'il était l'animateur principal de la soirée,. The Huffington Post titre par exemple : « Colbert ignoré : un aperçu du pouvoir des médias de choisir les informations ». The Washington Post parle de « Colbert Blackout » et fustige les médias traditionnels pour avoir à peine mentionné Colbert et s'être focalisés sur le sujet « plus facile » du sketch de Bush et Bridges. Le site « chien de garde » Media Matters est très critique sur la couverture du discours à la télévision, dont certaines émissions populaires telles que This Week d'ABC, Sunday Today et Nightly News d'NBC ou American Morning de CNN ont complètement ignoré Colbert. Le site compare la couverture de son intervention à celle, dithyrambique, de la critique controversée de Bill Clinton par Don Imus (en) au cours d'un dîner similaire en 1996. Un professeur de l'école de journalisme de l'université Columbia explique que le sujet « était trop chaud pour s'en saisir. [Colbert] a été cinglant envers Bush, avec des résultats absolument dévastateurs. [Les médias traditionnels] ne savent pas comment réagir à des critiques aussi directes et agressives,. »
D'autres n'y ont pas vu un choix intentionnel de snober Colbert. Répondant à la question de savoir pourquoi l'article du Washington Post sur le dîner ne mentionnait pas le discours de Colbert, le chroniqueur du blog Media Backtalk déclare que « le problème vient de la deadline. Les rotatives tournaient déjà au moment où Colbert a fait son discours à 22 h 30, donc les articles étaient déjà rédigés ». Interrogé sur la façon dont les médias télévisuels ont préféré se concentrer sur le numéro de Bush que sur celui de Colbert, la doyenne adjointe de l'école de journalisme de Columbia et ancienne productrice de 60 Minutes sur CBS dit que pour la télévision, il était plus efficace de montrer Bush aux côtés de son sosie plutôt qu'un extrait du discours de Colbert : « c'est un moyen plus facile d'avoir un effet visuel ». Le président de l'association des correspondants de la Maison-Blanche (hôte du dîner) et rédacteur politique pour C-SPAN (qui a retransmis le dîner en direct) balaye l'idée que la presse a intentionnellement ignoré Colbert : « Bush a fait un tel home run avec Steve Bridges que c'est lui qui a retenu l'attention des médias. Je crois que cela a dépassé toutes les attentes. Il n'y a pas de conspiration de droite ou de gauche ici, ». Une journaliste du Time écarte également les accusations de « black-out médiatique » délibéré dans la mesure où la prestation de Colbert a été mentionnée dans The New York Times, The Washington Post et dans les principaux services de dépêches, Reuters et l'Associated Press. D'autres reporters notent que la vidéo du dîner était disponible gratuitement en ligne sur C-SPAN après sa diffusion en direct sur le câble.
Dans un article publié le 3 mai 2006, The New York Times reconnaît que les médias traditionnels (dont lui-même) se sont davantage intéressés au sketch de Bush qu'au discours de Stephen Colbert. Le journal approfondit alors son analyse des critiques du comédien envers le président et rapporte diverses réactions. Quelque temps plus tard, le rédacteur en chef du Times écrit dans son blog que le journal a reçu plus de deux cents plaintes de lecteurs au sujet de l'absence de couverture du numéro de Colbert dans l'article initial du 1er mai. Il cite son adjoint au bureau de Washington, qui reconnaît que la mention de Colbert ne lui rendait pas justice, et conclut que le journal aurait dû proposer un article consacré au seul discours dès ce numéro, et non avec plusieurs jours de retard.

## Effets sur l'image de Colbert

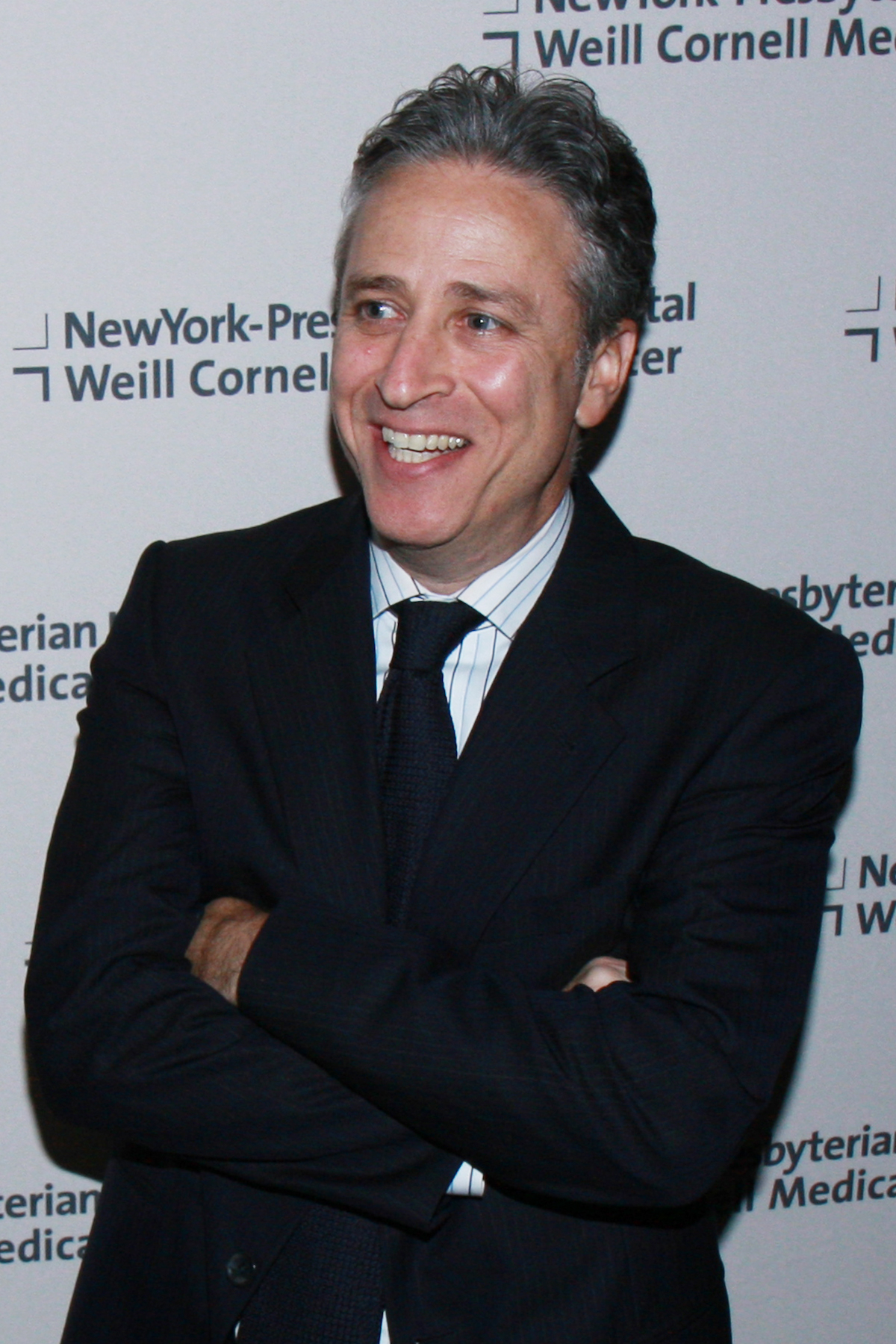
Jon Stewart, mentor et ami de Stephen Colbert, et présentateur du Daily Show.

Le discours a reçu une grande variété de réactions de la part des médias, principalement aux États-Unis. À Washington, les deux principales cibles de Colbert, politiciens et journalistes, réagissent en majeure partie négativement, considérant que le comédien a « bombardé » Washington. Le chroniqueur du Washington Post Richard Cohen écrit que les blagues de Colbert sont « boiteuses et insultantes », et qualifie l'humoriste de « grossier » et de « bully ». Le démocrate Steny Hoyer estime que Colbert est allé trop loin et ajoute que « Bush est le Président des États-Unis, et il mérite un peu de respect ». La consultante conservatrice Mary Matalin dénonce la prestation de Colbert, mais explique qu'elle était prévisible, puisqu'il était connu pour ce genre d'humour, qu'elle surnomme « Bush-bashing ». La journaliste du Time Ana Marie Cox réprimande quant à elle ceux qui considèrent Colbert comme un héros et conclut en disant : « je doute que Bush ait jamais entendu ce genre de critiques avant. La comédie peut avoir un argument politique, mais elle ne doit pas devenir une action politique ».
Dans The Daily Show, Jon Stewart remarque ironiquement que « apparemment, Colbert a pensé qu'ils l'avaient invité pour faire ce qu'il fait tous les soirs à la télévision,. » Bien que les comiques engagés par l'Association des correspondants sont supposés énoncer des plaisanteries sur l'administration, le dîner de 2006 s'est tenu à un moment où la relation entre politiques et médias était assez tendue, et où l'administration subissait déjà de nombreuses critiques. Une journaliste note que la parodie injurieuse de Colbert aurait pu avoir un impact différent dans d'autres circonstances, mais que le contrôle qu'a pu exercer Bush sur certains médias a entraîné de nombreuses justifications pour le critiquer à la moindre occasion. Media Matters et Editor and Publisher prennent la défense de Colbert, qualifiant d'hypocrites ses détracteurs. Ils comparent l'accueil négatif qu'a subi le comédien aux nombreux éloges qu'a connu Bush pour le numéro controversé qu'il a interprété pour un dîner similaire en 2004. Bush s'était alors mis en scène dans le bureau ovale à la recherche des fameuses armes de destruction massive et avait prononcé des phrases comme : « ces armes doivent bien être quelque part ! Non, rien ici… », Une semaine après le dîner, l'audience du Colbert Report augmente de 37 % pour atteindre plus de 1,5 million de téléspectateurs par épisode.
Sur le site de la Société Radio-Canada, une chroniqueuses écrit que « Colbert a eu l'esprit et le courage de faire à Bush ce que Marc Antoine a fait à Brutus, le meurtrier de César. Alors que les médias américains s'étaient auto-détruits, Colbert condamne Bush avec un éloge ironique dévastateur ». Le comédien démocrate et sénateur Al Franken, qui avait animé des dîners similaires pendant l'administration Clinton, a publiquement applaudi ce que Colbert a fait. Dans un numéro de fin d'année, le New York Magazine décrit le numéro de Colbert comme l'un des plus brillants moments de 2006. Le magazine Time remarque qu'il est devenu l'une des « références politico-culturelles de 2006, comme le fait de conduire une hybride ou d'utiliser le terme Freedom fries, » et nomme Colbert 65e des cent personnes les plus influentes du monde.
Six mois plus tard, le journaliste du New York Times Frank Rich (mentionné par Colbert dans son discours) qualifie le numéro de « première culturelle » et de « moment décisif » des élections de mi-mandat de 2006,. Pour l'édition 2007 du dîner, l'association des correspondants de la Maison-Blanche engage un humoriste moins controversé, Rich Little. En 2007, Colbert est récompensé par le Spike TV Guys' Choice Award du « Gutsiest Move ». Trois ans plus tard, Frank Rich y fait à nouveau référence, et écrit combien le discours était « brillant » et « positif pour le pays », alors que le chroniqueur Dan Savage y fait référence comme l'« une des choses qui ont permis à des gens comme moi de rester sains d'esprit dans les sombres jours des années Bush. »
Cet évènement principalement national est peu traité hors des États-Unis, même si la presse britannique et canadienne le mentionne. En France, seuls Libération, et Le Monde en font brièvement état. Le discours de Colbert est depuis considéré par plusieurs médias et sites web comme l'un des meilleurs moments de l'histoire du dîner des correspondants,,.
Peu après le dîner, Arianna Huffington rapporte sur The Huffington Post, dans son article « Stephen Colbert est-il le dernier à ignorer à quel point il est exceptionnel ? », que Colbert a soigneusement évité de lire les critiques de sa performance, et qu'il est longtemps resté peu au fait de la réaction du public à son discours. Par la suite, l'humoriste a pris conscience de l'importance de cette soirée sur son image et pour sa carrière. Une annexe de sa pseudo-biographie I Am America (And So Can You!) (2007) est consacré à une retranscription du discours, accompagnée de notes prétendument prises en temps réel.

### Citations originales
1. ↑  « Who's Who of power and celebrity. »
2. ↑  « We are not some « brainiacs » on the nerd patrol. »
3. ↑  « I believe the government that governs best is the government that governs least. And by these standards, we have set up a fabulous government in Iraq. »
4. ↑  « Your great country makes our Happy Meals possible. »
5. ↑  « I believe in America. I believe it exists. »
6. ↑  « The point is it is the heart-warming story of a man who was repeatedly punched in the face. »
7. ↑  « Now, I know there are some polls out there saying this man has a 32 percent approval rating. But guys like us, we don't pay attention to the polls. We know that polls are just a collection of statistics that reflect what people are thinking "in reality". And reality has a well-known liberal bias... Sir, pay no attention to the people who say the glass is half empty, […] because 32 percent means it's two-thirds empty. There's still some liquid in that glass, is my point. But I wouldn't drink it. The last third is usually backwash. »
8. ↑  « So don't pay attention to the approval ratings that say 68% of Americans disapprove of the job this man is doing. I ask you this, does that not also logically mean that 68% approve of the job he's not doing? »
9. ↑  « I stand by this man. I stand by this man because he stands for things. Not only for things, he stands on things. Things like aircraft carriers and rubble and recently flooded city squares. And that sends a strong message, that no matter what happens to America, she will always rebound—with the most powerfully staged photo ops in the world. »
10. ↑  « Who's Britannica to tell me the Panama Canal was built in 1914? If I want to say it was built in 1941, that's my right as an American! »
11. ↑  « As excited as I am to be here with the president, I am appalled to be surrounded by the liberal media that is destroying America, with the exception of Fox News. Fox News gives you both sides of every story: the president's side, and the vice president's side. »
12. ↑  « Over the last five years you people were so good -- over tax cuts, WMD intelligence, the effect of global warming. We Americans didn't want to know, and you had the courtesy not to try to find out. »
13. ↑  « I mean, nothing satisfies you. Everybody asks for personnel changes. So the White House has personnel changes. Then you write, "Oh, they're just rearranging the deck chairs on the Titanic." First of all, that is a terrible metaphor. This administration is not sinking. This administration is soaring. If anything, they are rearranging the deck chairs on the Hindenburg! »
14. ↑  « You can ask him anything, but he's going to say what he wants, at the pace that he wants. It's like boxing a glacier. Enjoy that metaphor, by the way, because your grandchildren will have no idea what a glacier is. »
15. ↑  « And, of course, we can't forget the man of the hour, new press secretary, Tony Snow. Secret Service name, "Snow Job." Toughest job. What a hero. Took the second toughest job in government, next to, of course, the ambassador to Iraq. »
16. ↑  « I think I would have made a fabulous press secretary. I have nothing but contempt for these people. I know how to handle these clowns. »
17. ↑  « We've never been prouder of our Mr. Colbert, and, ah—holy shit! »
18. ↑  « It's too hot to handle. [Colbert] was scathing toward Bush and it was absolutely devastating. [The mainstream media doesn't] know how to handle such a pointed and aggressive criticism. »
19. ↑  « The problem in part is one of deadline. The presses were already rolling by the time Colbert came on at 10:30, so the story had to be largely written by then. »
20. ↑  « Bush hit such a home run with Steve Bridges that he got all of the coverage. I think that exceeded expectations. There was no right-wing conspiracy or left-wing conspiracy. »
21. ↑  « Those weapons of mass destruction must be somewhere!" "Nope, no weapons over there! »
22. ↑  « Colbert had the wit and raw courage to do to Bush what Mark Antony did to Brutus, murderer of Caesar. As the American media has self-destructed, it takes Colbert to damn Bush with devastatingly ironic praise. »
23. ↑  « Days after Stephen Colbert performed at the White House Correspondents' Dinner, this has become the political-cultural touchstone issue of 2006—like whether you drive a hybrid or use the term 'freedom fries' »